# هيكل
الهيكل هو فكرة أساسية، ملموسة أو غير ملموسة في إشارة إلى تشخيص، ومراقبة، وطبيعة، ودوام أنماط وعلاقات الكيانات. هذه الفكرة قد تكون هي نفسها كائن، مثل هيكل مبني، أو سمة، مثل بنية المجتمع. من وصف الطفل اللفظي لندفة الثلج، إلى التحليل العلمي المفصل لخصائص حقول المغناطيسية، فان مفهوم الهيكل الآن في كثير من الأحيان هو أحد الدعائم الأساسية لكل التحقيق والاكتشاف في العلوم والفلسفة، والفن .
وصف الهيكل يشير ضمنيا إلى مكونات نظام التي هي عبارة عن مجموعة من المكونات أو الخدمات المشتركة ذات الصلة. قد تكون بنية التسلسل الهرمي (سلسلة من واحد لكثير من العلاقات)، وهو شبكة يضم العديد من روابط كثير-كثير، أو مجموعات تميز الروابط بين المكونات التي المتجاورة في الفضاء.